# بلديات العراق
يوجد في العراق 393 بلدية موزعين على 18 محافظة.

## القائمة
| المحافظة   | القائمة                   | عدد البلديات |
| ---------- | ------------------------- | ------------ |
| أربيل      | قائمة بلديات أربيل        | 41           |
| الأنبار    | قائمة بلديات الأنبار      | 22           |
| البصرة     | قائمة بلديات البصرة       | 15           |
| القادسية   | قائمة بلديات القادسية     | 15           |
| السليمانية | قائمة بلديات السليمانية   | 61           |
| المثنى     | قائمة بلديات المثنى       | 11           |
| النجف      | قائمة بلديات النجف        | 10           |
| بابل       | قائمة بلديات بابل         | 16           |
| بغداد      | قائمة بلديات محافظة بغداد | 32           |
| دهوك       | قائمة بلديات دهوك         | 27           |
| ديالى      | قائمة بلديات ديالى        | 21           |
| ذي قار     | قائمة بلديات ذي قار       | 20           |
| صلاح الدين | قائمة بلديات صلاح الدين   | 17           |
| كربلاء     | قائمة بلديات كربلاء       | 7            |
| كركوك      | قائمة بلديات كركوك        | 16           |
| ميسان      | قائمة بلديات ميسان        | 15           |
| نينوى      | قائمة بلديات نينوى        | 30           |
| واسط       | قائمة بلديات واسط         | 17           |